# Francisco Ferrari Billoch
Francisco Ferrari Billoch (Manacor, Baleares, 1901 - ¿?, 1958) fue un periodista, propagandista y escritor español. Originariamente masón, se destacó por sus escritos antimasónicos, anticomunistas y antisemitas.
Colaboró en La Almudaina, Informaciones y Domingo. En 1936, poco antes de producirse la sublevación militar contra la República, publicó su conocido panfleto La masonería al desnudo; en este libelo presentaba la historia española y mundial bajo una visión conspirativa judeo-masónica según la cual todo queda controlado por las logias y, detrás de ellas, actuaría operando secretamente un Sanedrín judío.
Tras el estallido de la guerra civil española combatiría en la defensa de la isla de Mallorca por parte de las tropas sublevadas.

## Obras
- La masonería al desnudo. Las logias desenmascaradas, Ediciones Bergua, [1936].
- Mallorca contra los rojos : fracaso de los desembarcos marxistas en la isla : diario de un combatiente., Palma de Mallorca, Juan Ordinas Rotger, 1937.
- Masones!, las logias de Palma e Ibiza, 1937. Tip-Lit Nueva Balear.
- Entre masones y marxistas : confesiones de un Rosa-Cruz. 2ª parte de La masonería al desnudo, Madrid, Ed. Españolas, 1939.
- La monja fugitiva, Valladolid, Santarén: 1939.[5]
- Archivo del "Baleares", Ávila, Impr. Católica S. Díaz, 1939.
- Barceló : sus luchas con ingleses y piratas berberiscos, Barcelona/Madrid: Ed. Patria, [1941].
- Baleares, Madrid, 1953.
- Raimundo Lulio, Madrid, Publicaciones Españolas, 1954.
- Cataluña, Madrid, Publicaciones Españolas, 1956.

Bajo el seudónimo de Enrique Corma: